# بين هال
بين هال (بالإنجليزية: Ben Hall)‏ (16 يناير 1997 في المملكة المتحدة - ) هو لاعب كرة قدم بريطاني في مركز الدفاع. شارك مع منتخب أيرلندا الشمالية تحت 16 سنة لكرة القدم ومنتخب أيرلندا الشمالية تحت 17 سنة لكرة القدم ومنتخب أيرلندا الشمالية الوطني لكرة القدم للناشئين ‏. أما مع النوادي، فقد لعب مع نادي ماذرويل وDungannon Swifts F.C. ‏.

## وصلات خارجية
- بين هال على موقع قاعدة بيانات كرة القدم.إي يو (الإنجليزية)
- بين هال على موقع Soccerbase.com (لاعب) (الإنجليزية)